# Luis Hernán Díaz
Luis Hernán Díaz Villegas (Buga, Valle del Cauca, 5 de septiembre de 1945 - Cali, Valle del Cauca, 24 de noviembre de 2021) fue un ciclista colombiano múltiple campeón en pruebas de pista y ruta, apodado "la bala colombiana". Gran velocista (esprínter), de gran rendimiento en las pruebas de persecución individual en pista en las cuales obtuvo varios títulos a nivel nacional e internacional. Comparte, junto con Carlos Montoya, el récord del mayor número paticipaciones en vueltas a Colombia con un total de 18.

## Biografía
Desde los cinco años su familia se trasladó de Buga al municipio de Tuluá, por lo que su carrera ciclística la hizo principalmente como representante de esta última población.
Falleció el 24 de noviembre de 2021 a los 76 años a causa de cáncer.

## Palmarés[6]
| 1968 - 3º en el Campeonato de Colombia en Ruta 1969 - Una etapa de la Vuelta al Táchira y la clasificación de las metas volantes - Una etapa Vuelta a Colombia 1970 - Una etapa Vuelta a Colombia y la clasificación de metas volantes - Persecución individual en los VI Juegos Bolivarianos, Maracaibo 1971 - Clasificación de la montaña y de las metas volantes en el Clásico RCN 1972 - Clasificación de la montaña y de las metas volantes en el Clásico RCN - Vuelta a la Costa 1973 - Una etapa Vuelta a Colombia - Vuelta al Valle del Cauca - Campeonato de Colombia en Ruta 1974 - Persecución individual en XII Juegos Centroamericanos y del Caribe, Santo Domingo - Ruta élite en el Campeonato Panamericano de Ciclismo en Ruta, Cali - Una etapa del Baby Giro, Italia - Una etapa Vuelta a Colombia ante la descalificación de Álvaro Pachón - Tercer lugar clasificación general Vuelta a Colombia ante la descalificación de Álvaro Pachón | 1975 - Dos etapas de la Vuelta al Táchira - Una etapa Vuelta a Colombia 1976 - Clasificación de metas volantes en el Clásico RCN - Tres etapas de la Vuelta a Colombia, clasificación de las metas volantes y clasificación de la regularidad - Vuelta al Valle del Cauca 1977 - Una etapa del Clásico RCN - 2.º en la Vuelta al Valle del Cauca 1979 - Una etapa Vuelta a Colombia 1982 - Clasificación de metas volantes del Clásico RCN 1983 - Una etapa del Clásico RCN |

## Equipos
- Canada Dry (1969)
- Wrangler Caribú (1970)
- Canada Dry (1971)
- Caribú (1972)
- Polímeros Colombianos (1974-1975)
- Castalia (1976-1977)
- Banco Cafetero (1977)
- Malta (1980)
- Lotería del Valle (1982)
- Isla San Pedro de Aquitania - Leche La Gran Vía (1983)